# 德国国家女子足球队
德国国家女子足球队（德語：Deutsche Fußballnationalmannschaft der Frauen）简称德国女足，是代表德国参加国际女子足球赛事的国家队，并受德国足球协会领导。其最初的非正式名称为“西德队”，于1982年首次参加国际比赛。在1990年两德统一后，球队保留了德意志联邦共和国国家队的称谓。
德国女足是女子足球运动中最为成功的队伍之一。她们是两届世界盃冠军，赢得过2003年和2007年女子世界盃。德国也因此成为第一个男足及女足均夺得过世界杯及洲際賽的国家，並且在兩德統一後時間達成(1996-2014年)，也是與美國及挪威獲得奧運會、洲際賽、世界盃冠軍的女子足球隊伍。球队还在总共十二届欧洲女子足球锦标赛中奪得八次冠军，并蝉联了六届赛事的冠军，直至2017年才被荷蘭中止這項紀錄。在奥运会足球比赛上，德国女足则赢得过1枚金牌，三枚铜牌，分别于2000年、2004年和2008年以季军完赛，2016首次奪金牌。目前比吉特·普林茨保持着球队出场次数最多的记录，并且是历史最佳射手。普林茨在国际上也是记录保持者：她曾3次当选世界足球小姐，并且是女子世界盃的历史最佳射手。
女子足球运动曾长期在德国遭到质疑，并且被德国足协禁止举办正式比赛直至1970年。但是随着2003年的世界杯夺冠，并当选为年度德国最佳运动队后，德国女足变得日渐受到欢迎。西尔维娅·奈德自2005年以来一直是球队的主教练，随后蒂娜·图埃纳也在九年后成为她的助理教练。截至2014年12月，德国在国际足联女子世界排名中位居榜首。

## 历史

### 既往史
在1955年，德国足球协会（DFB）决定在西德的所有俱乐部全面禁止女子足球运动。在其官方说明中，德国足协提到“这项好斗的运动从根本上不适宜女人的天性”，并且“身体和心灵将不可避免的受到伤害”。此外，“其展示的身体也有碍礼仪和观瞻”。尽管实施了这一禁令，还是有超过150场非正式国际比赛在1950至1960年代举行。至1970年10月30日，对女子足球的禁令在德国足协的年度大会上最终获得解除。
在其它国家的足球协会已相继于1970年代成立正式女子国家队的背景下，德国足协仍长时间不参与女子足球运动。1981年，德国足协官员霍斯特·R·施密特（Horst R. Schmidt）受邀派队参加非正式的世界女子足球冠军赛。施密特接受了邀请，但隐藏了西德当时没有女子国家队的事实。为避免蒙羞，德国足协派出了本土的冠军俱乐部贝尔吉施格拉德巴赫09参赛，并夺得赛事冠军。有及于此，德国足协于1982年成立了女子国家队。德国足协主席赫尔曼·纽贝格当时委任格罗·比桑茨——一位科隆体育学院的讲师，负责正式组建球队。

### 1982－1994年：艰难的开端及首个欧洲冠军
1982年9月，比桑茨为他选出的16名球员组织了两次摸底训练课程。球队的第一场国际比赛于1982年11月10日在科布伦茨举行。跟随男队的传统，瑞士被选为西德女足的首个对手。多丽丝·克雷西蒙于第25分钟射入了首个国际入球。在下半时，年仅18岁的西尔维娅·奈德贡献了2个入球，帮助西德队以5比1大胜对手；内德其后于1996年成为这支国家队的助理教练，并自2005年成为主教练。
随着在预选赛中以5平1负的战绩名列小组第三，西德女足未能晋级在1984年举行的首届欧洲女子足球锦标赛决赛圈。在建队初期，比桑茨的首要目标是缩小与北欧诸国以及意大利之间的差距，进而成为欧洲霸主。他强调基本功的训练，并需要一个切实有效的青年培养计划。从1985年开始，比桑茨征召了越来越多的年青人入队，但这一理念最初收效甚微，因为西德于1987年欧锦赛预选赛中再度折戟。
1988年，西德女足凭借预选赛的不败和零失球记录入围了在西德本土举行的1989年欧锦赛决赛圈。对阵意大利的半决赛是首场在德国进行现场直播的国际女足赛事。比赛需要通过点球大战决胜，其中门将玛丽昂·伊斯贝特救出了3个点球，并由自己射入制胜点球。于是在1989年7月2日的奥斯纳布吕克，西德队可于决赛中面对挪威。在现场22000名观众面前，她们以4比1击败夺冠大热对手，并由乌苏拉·罗恩、海迪·莫尔和安格丽卡·费尔曼分别建功。这场胜利也标志着球队夺得首个国际冠军。
两德统一后，东德足球协会加入德国足协。东德国家女子足球队仅参加过一场正式国际比赛，即1990年5月9日以0比3不敌捷克斯洛伐克的友谊赛。而统一的德国队则成功在1991年欧锦赛上实现卫冕。继预选赛以小组全胜战绩晋级决赛圈后，德国队与意大利再次在半决赛相遇，这次以3比0轻松取胜。而在1991年7月14日，德国队在决赛中又再次面对挪威。比赛一直被拖入加时赛，德国女足才凭借海蒂·摩尔和西尔维娅·内德的入球以3比1确保胜利。
1991年11月。德国队参加了在中国举行的首届女子世界杯足球赛。在相继战胜尼日利亚、中华台北和意大利后，德国队以不失一球的成绩进军四分之一决赛。其中西尔维娅·内德在11月17日对阵尼日利亚的比赛中射入德国女足的世界杯首球。德国队在四分之一决赛通过加时赛以2比1战胜丹麦，却在半决赛中以2比5不敌最后的冠军美国。继季军争夺战以0比4负于瑞典后，德国队在该届赛事中获得了第四名。
在1993年欧锦赛上，德国女足未能实现卫冕。她们在半决赛中通过点球大战不敌意大利，随后又在季军争夺战中以1比3负于丹麦。尽管结果令人失望，但一些新的人才，例如施特菲·约内斯、玛伦·迈纳特和西尔克·罗滕贝格等都在赛事中完成首秀，并在其后发展成德国队的核心球员。

### 1995－2002年：奥运会及世界杯的失望

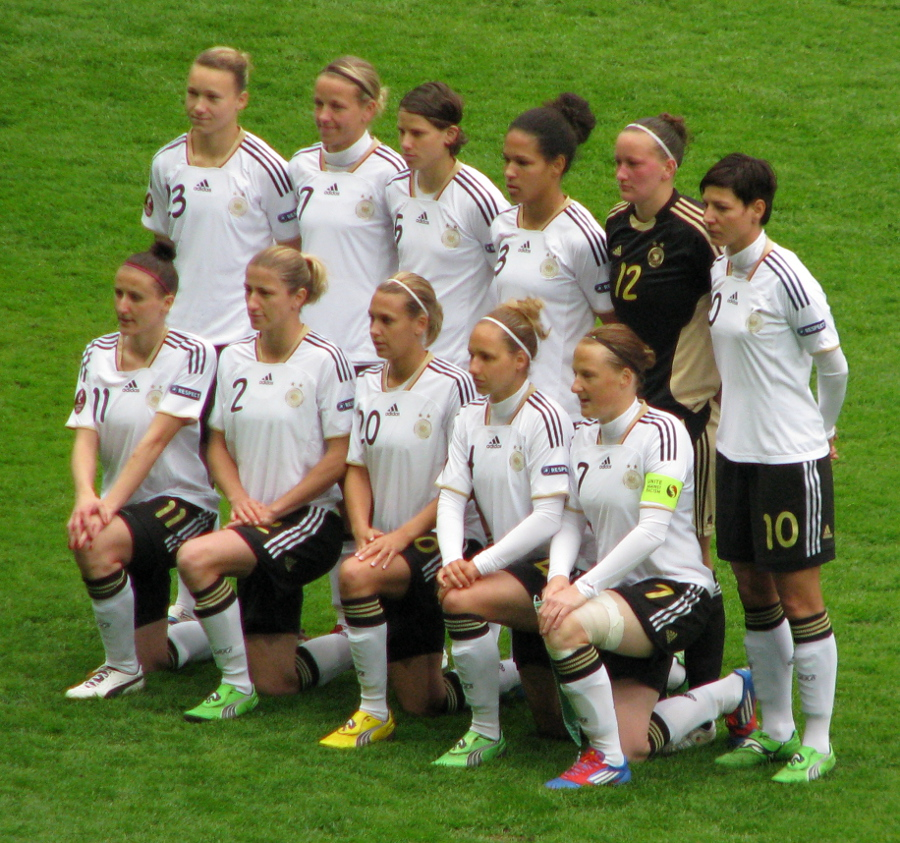
德国女足于2012年

比吉特·普林茨在她于1995年参加的首个重大赛事中便取得入球。这一年，德国女足第三次加冕欧洲冠军。在赢得预选赛的全部胜利并射入55球后，德国队又在两回合的半决赛中以6比2的总比分淘汰英格兰。1995年3月26日，德国对阵瑞典的决赛在凯泽斯劳滕的弗里茨·瓦尔特体育场举行。尽管瑞典人在比赛初段便取得领先，但德国队还是依靠玛伦·迈内特、比吉特·普林茨和贝蒂娜·维格曼的入球反败为胜。
在瑞典举办的1995年世界杯中，德国队输给了东道主，但仍然成功击败日本和巴西以小组头名出线。德国队在四分之一决赛以3比0战胜英格兰，并凭借贝蒂娜·威格曼的唯一入球在半决赛击败中国。于是在1995年6月18日的斯德哥尔摩，德国女足首次在女足世界杯决赛亮相。在这场面对挪威的比赛中，德国以0比2失利，但亚军仍然创造了她们建队以来的世界杯最佳成绩。
女子足球在1996年夏季奥运会被首次列入正式比赛项目。贝蒂娜·威格曼在对阵日本的揭幕战中射入首个奥运会入球，帮助德国队以3比2获胜。在小组赛第二场以2比3不敌挪威，以及末战以1比1战平巴西后，德国队以三场积4分的成绩名列小组第三，无缘晋级。主教练比桑茨在赛事结束后辞职，同时由自1983年起便作为他助手的蒂娜·图埃纳接任新的国家队主教练。西尔维娅·内德则结束了自己的球员生涯，并被任命为新的助理教练。
1997年欧锦赛是新教练图埃纳迎来的首次考验。由于在对阵挪威的比赛失利，德国队在预选赛中仅名列小组第二，只能通过在附加赛战胜冰岛才获得决赛圈资格。至决赛圈时，随着相继战平意大利和挪威，德国队又直到小组赛末战击败丹麦才得以晋级淘汰赛阶段。她们在半决赛中以1比0淘汰瑞典，并在1997年7月12日，凭借桑德拉·明纳特的入球以2比0战胜意大利，夺得她们的第四座欧洲冠军奖杯。
在美国举办的1999年世界杯中，德国女足同样未能直接晋级，但在附加赛战胜乌克兰还是使他们搭上了通往美国的末班车。德国队的世界杯决赛圈之旅以战平意大利和6比0战胜墨西哥开始。在最后一场小组赛中，德国队因补时阶段的失球而被巴西以3比3逼平，从而错失小组头名，被迫在随后的四分之一决赛中面对东道主。伴随着54642名入场观众，其中包括美国总统比尔·克林顿，杰克·肯特·库克体育场成为了德国女足有史以来参加比赛的最大场地。尽管曾两度领先，但她们还是2比3不敌最终的世界杯得主美国。
德国女足也参加了2000年奥运会女足比赛，并在对阵澳大利亚、巴西和瑞典的三场小组赛中取得全胜战绩。她们在对阵挪威的半决赛中也控制了比赛，却因蒂娜·文德利希于第80分钟的乌龙球而遗憾告负。德国队在季军争夺战依靠比吉特·普林茨和雷娜特·林戈尔的入球以2比0击败巴西，并获得了铜牌。这也是德国足协自男足于1988年汉城奥运会也以季军完赛以来，所获得的首个奥运会奖牌。
2001年，德国获得欧锦赛主办权。继在小组赛中战胜瑞典、俄罗斯和英格兰后，德国队在半决赛依靠桑德拉·斯米塞克的鱼跃冲顶破门，以1比0礼貌性的击败挪威。在2001年7月7日的乌尔姆，她们于决赛遭遇瑞典，这是一场在大雨中进行的比赛。双方在90分钟内互交白卷，比赛被迫拖入加时赛。这时，克劳迪娅·米勒射入黃金入球，并确保了德国队第五次加冕欧洲冠军。

### 2003－2010年：连续两届世界杯冠军

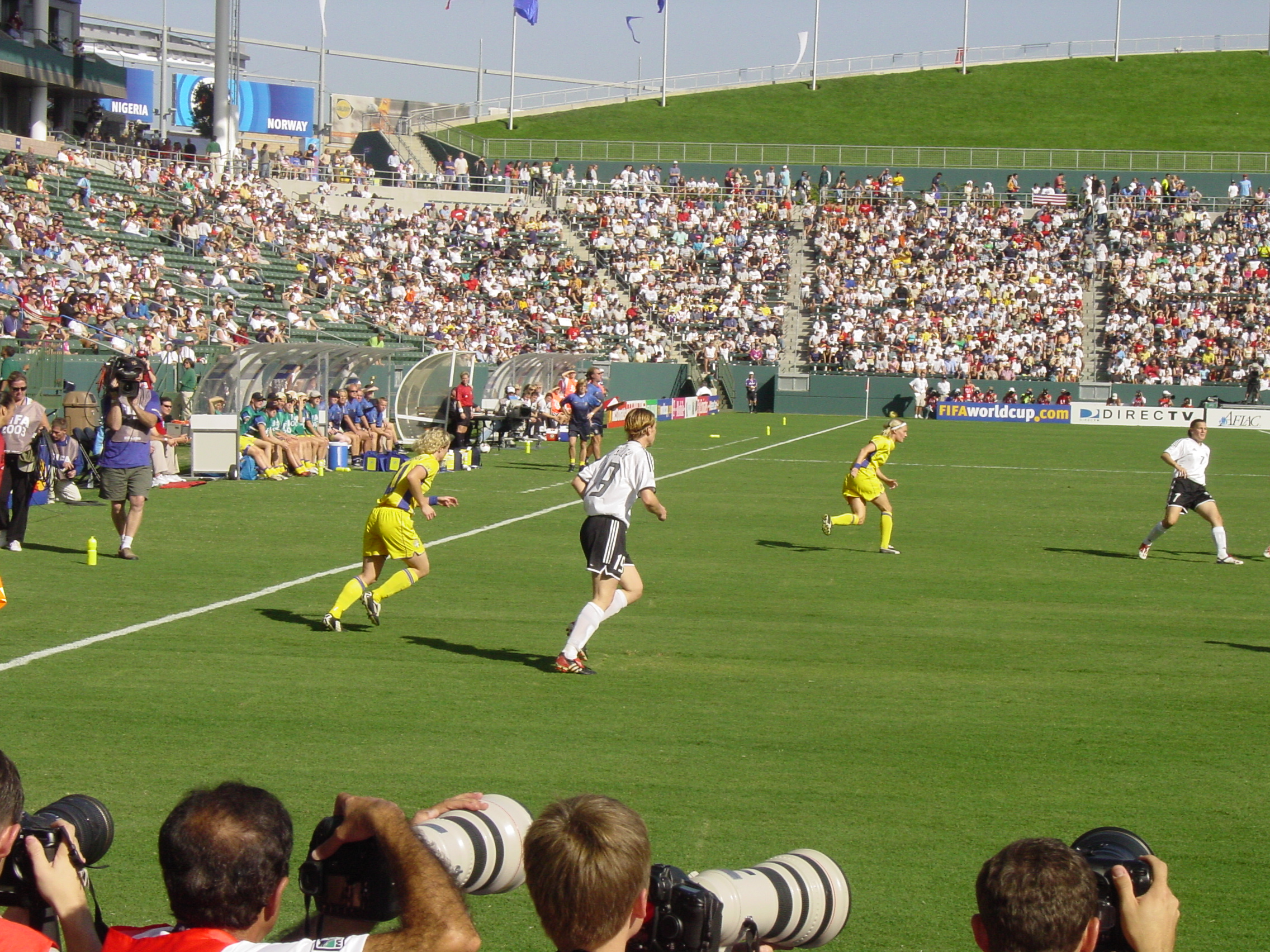
德国在2003年世界杯决赛对阵瑞典

在美国举办的2003年世界杯中，德国女足被抽中与加拿大、日本和阿根廷同组。赢得了全部三场小组赛后，德国队于四分之一决赛以7比1大胜俄罗斯，从而在半决赛再度与美国相遇。德国的克斯廷·加雷弗雷克斯在第15分钟便取得领先，此后门将茜尔克·罗滕贝格也作出了多次关键扑救。至终场补时阶段，玛伦·迈内特和比吉特·普林茨的将比分最终定格为3比0。2003年10月12日，德国队在洛杉矶举行的决赛中对阵瑞典。北欧姑娘在半场前取得领先，但玛伦·迈内特于中场休息后不久便将比分扳平。比赛进入加时赛，凭借尼娅·金策尔在第98分钟射入的制胜金球，德国女足首次赢得世界杯冠军。比吉特·普林茨则当选赛事最佳球员及最佳射手。
随着战胜中国和墨西哥，德国队在2004年奥运会中以小组头名出线。她们在四分之一决赛中以2比1战胜尼日利亚，却在遭遇美国的半决赛中拖至加时赛以1比2失利。在季军争夺战中，德国队又依靠雷娜特·林戈尔的入球以1比0小胜瑞典，赢得了球队历史上的第二枚奥运会铜牌。
2005年欧锦赛在英格兰举行。随着首轮战胜意大利、挪威和法国，德国队晋级半决赛，并以4比1击败芬兰。2005年6月19日，她们在欧锦赛决赛中第三次对阵挪威。德国队凭借因卡·格林斯、蕾娜特、林戈尔和比吉特·普林茨的入球以3比1获胜，并将欧洲冠军头衔增加至第六次。主教练蒂娜·图埃纳在赛事结束后卸任，并由她的助理西尔维娅·内德接任国家队主教练。在2006年，德国队还首次夺得每年一届的阿尔加夫杯冠军。

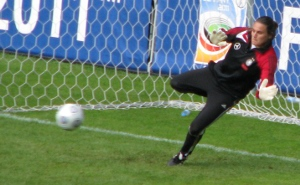
娜丁·安格勒在2007年世界杯决赛中扑出一记点球

作为卫冕冠军，德国队在中国举办的2007年世界杯中揭幕亮相，并以11比0大胜阿根廷。在与英格兰互交白卷和2比0击败日本后，德国队又在四分之一决赛以3比0战胜朝鲜。依靠克斯廷·施特格曼、马丁娜·米勒和对手自己的乌龙球，她们在半决赛中以相同的比分淘汰挪威。2007年9月30日，德国对阵巴西的世界杯决赛在上海举行。比吉特·普林茨在中场休息后不久帮助德国取得领先，娜丁·安格勒也扑出了巴西人玛塔主罚的点球。西蒙妮·劳德尔在第86分钟射入德国队的第二球，确保了后者以2比0获胜。德国队就此成为首个（男足和女足）以一球不失夺得世界杯冠军的球队以及首个成功卫冕女足世界杯冠军的球队。凭借总计14个入球，比吉特·普林茨也成为这项赛事的历史最佳射手。
作为2007年世界杯决赛的重演，德国队在2008年奥运会的首场比赛以0比0战平巴西。然后，她们相继击败尼日利亚和朝鲜进军四分之一决赛，并通过加时赛以2比0战胜瑞典。在半决赛中，德国队再次与巴西相遇。比吉特·普林茨于第10分钟首开纪录，但德国队在巴西人下半场的反扑中连丢3球，最终以1比4失利。她们在季军争夺战中凭借法特米尔·巴拉玛依的梅开二度以2比0击败日本获得铜牌。对于连续三届奥运会止步半决赛，德国球员和德国媒体均感觉非常失望。球队的整体表现和主教练西尔维娅·内德也因此受到媒体的严厉批评。
德国队于2009年欧锦赛的预选赛阶段取得八场全胜和34个入球，从而晋级在芬兰举办的决赛圈。她们在小组赛击败挪威、法国和冰岛后进军四分之一决赛，并以2比1战胜意大利。在半决赛中，老对手挪威于半场前取得领先，但德国队奋起反击以3比1获得胜利。至2009年9月10日，她们在决赛中以6比2击败英格兰后加冕球队的第七次欧洲冠军。其中比吉特·普林茨和因卡·格林斯梅开二度，梅拉妮·贝林格和基姆·库里格也各有一球入账。格林斯蝉联了她自2005年以来获得的赛事最佳射手称号，而德国队则扩大了她们自1997年以来在欧锦赛决赛圈的连胜纪录，达到19场。

### 2011年至今：新的开端
2011年，德国获得世界杯主办权。德国队在小组赛中取得三连胜，分别为对阵加拿大、法国和尼日利亚。然而在四分之一决赛中，她们爆冷被日本击败，后者依靠丸山桂里奈在加时赛完成致命一击。这场失利也打破了德国人在世界杯保持的连续16场不败的记录。
在瑞典举办的2013年欧锦赛中，德国队于小组赛首场比赛即遭荷兰逼平，而在次战击败冰岛后，末轮又以0比1不敌挪威，以积4分的成绩仅位列小组第二出线。随后，她们在四分之一决赛中以1比0淘汰意大利，在半决赛又凭借珍妮弗·毛罗然的入球以相同比分战胜东道主。2013年7月28日，德国队在决赛中第四次面对挪威，安雅·米塔格在第49分钟射入全场唯一入球，帮助德国队有惊无险的完成欧锦赛六连冠。

### 2023年：無言的失落，諷刺的結局
在澳洲和新西蘭举办的2023年女足世界盃中，作為冠軍熱門的德國在第一場大勝世界盃新丁摩洛哥後，後期表現大反轉。先以1比2爆冷不敵哥倫比亞，到最後生死戰被本已落定出局的南韓隊先開紀錄，小組形勢由領先變為危急，最後只以1比1逼和，而更諷刺的是，另一邊第一場大敗的摩洛哥隊繼第二場擊敗南韓隊後，竟再爆冷擊敗榜首的哥倫比亞隊，壓過德國隊奪得出線資格，締造隊史最差成績。此次世界盃亦造成一個跟德國男足一樣尷尬的紀錄：德國隊第一次於分組賽出局，而最後一輪的關鍵對手都是南韓隊。

## 赛事成绩

### 世界杯
德国是在国际足联女子世界杯足球赛中最为成功的国家之一，曾夺得两次冠军和一次亚军。其中，德国队连续在2003年和2007年捧得世界杯。而在1991年的首届赛事中，她们以第四名完赛。1995年，德国队首次进入世界杯决赛，但被挪威击败。球队在该赛事中的最差成绩是在2023年小組賽出局。总体而言，德国队曾先后三次在世界杯决赛亮相，并有四次出席半决赛的经历。她们入围了每一届女足世界杯，总成绩为31胜6平10负。
| 國際足協女子世界盃記錄 | 國際足協女子世界盃記錄 | 國際足協女子世界盃記錄 | 國際足協女子世界盃記錄 | 國際足協女子世界盃記錄 | 國際足協女子世界盃記錄 | 國際足協女子世界盃記錄 | 國際足協女子世界盃記錄 | 國際足協女子世界盃記錄 |                  | 外圍賽記錄       | 外圍賽記錄       | 外圍賽記錄       | 外圍賽記錄       | 外圍賽記錄       | 外圍賽記錄       | 外圍賽記錄 |
| 年份                   | 最終成績               | 賽                     | 勝                     | 平*                    | 負                     | 得                     | 失                     | 差                     | 賽               | 勝               | 平*              | 負               | 得               | 失               | 差               |            |
| ---------------------- | ---------------------- | ---------------------- | ---------------------- | ---------------------- | ---------------------- | ---------------------- | ---------------------- | ---------------------- | ---------------- | ---------------- | ---------------- | ---------------- | ---------------- | ---------------- | ---------------- | ---------- |
| 1991                   | 殿軍                   | 6                      | 4                      | 0                      | 2                      | 13                     | 10                     | +3                     | 1991年歐錦賽成績 | 1991年歐錦賽成績 | 1991年歐錦賽成績 | 1991年歐錦賽成績 | 1991年歐錦賽成績 | 1991年歐錦賽成績 | 1991年歐錦賽成績 |            |
| 1995                   | 亚军                   | 6                      | 4                      | 0                      | 2                      | 13                     | 6                      | +7                     | 1995年歐錦賽成績 | 1995年歐錦賽成績 | 1995年歐錦賽成績 | 1995年歐錦賽成績 | 1995年歐錦賽成績 | 1995年歐錦賽成績 | 1995年歐錦賽成績 |            |
| 1999                   | 八强                   | 4                      | 1                      | 2                      | 1                      | 12                     | 7                      | +5                     | 8                | 5                | 1                | 2                | 15               | 6                | +9               |            |
| 2003                   | 冠军                   | 6                      | 6                      | 0                      | 0                      | 25                     | 4                      | +21                    | 6                | 6                | 0                | 0                | 30               | 1                | +29              |            |
| 2007                   | 冠军                   | 6                      | 5                      | 1                      | 0                      | 21                     | 0                      | +21                    | 8                | 8                | 0                | 0                | 31               | 3                | +28              |            |
| 2011                   | 八强                   | 4                      | 3                      | 0                      | 1                      | 7                      | 4                      | +3                     | 主辦國晉級       | 主辦國晉級       | 主辦國晉級       | 主辦國晉級       | 主辦國晉級       | 主辦國晉級       | 主辦國晉級       |            |
| 2015                   | 殿軍                   | 7                      | 3                      | 2                      | 2                      | 20                     | 6                      | +14                    | 10               | 10               | 0                | 0                | 62               | 4                | +58              |            |
| 2019                   | 八强                   | 5                      | 4                      | 0                      | 1                      | 10                     | 2                      | +8                     | 8                | 7                | 0                | 1                | 38               | 3                | +35              |            |
| 2023                   | 小組賽                 | 3                      | 1                      | 1                      | 1                      | 8                      | 3                      | +5                     | 10               | 9                | 0                | 1                | 47               | 5                | +42              |            |
| 2027                   | 待定                   | 待定                   | 待定                   | 待定                   | 待定                   | 待定                   | 待定                   | 待定                   | 待定             | 待定             | 待定             | 待定             | 待定             | 待定             | 待定             |            |
| 2031                   | 待定                   | 待定                   | 待定                   | 待定                   | 待定                   | 待定                   | 待定                   | 待定                   | 待定             | 待定             | 待定             | 待定             | 待定             | 待定             | 待定             |            |
| 2035                   | 待定                   | 待定                   | 待定                   | 待定                   | 待定                   | 待定                   | 待定                   | 待定                   | 待定             | 待定             | 待定             | 待定             | 待定             | 待定             | 待定             |            |
| 总计                   | 9/9                    | 47                     | 31                     | 6                      | 10                     | 129                    | 42                     | +87                    | 50               | 45               | 1                | 4                | 223              | 20               | +203             |            |

*星号表示包含依靠点球大战决胜的比赛。
**黄色背景表示获得赛事冠军。
***红色边框表示在本土举办的赛事。

### 奥运会
女子足球项目是在1996年奥运会首次亮相，并由德国队的贝蒂娜·威格曼在揭幕战中射入奥运历史上的首球。然而，德国队并未能晋身淘汰赛阶段，她们在第一轮小组赛过后即遭淘汰。四年后，德国队在2000年奥运会获得了铜牌。而在2004年和2008年奥运会，她们也再次蝉联了象征季军的铜牌。
德国队在2008年及以前均能晋级所有的奥运会女子足球比赛，然而却缺席了2012年奥运会。这是由于欧洲区的参赛权取决于在2011年世界杯表现最好的两支洲内球队，德国队因成绩不如法国和瑞典而无缘伦敦奧運。隨後2016年奥运会德國首次奪金。
| 年份 | 最終成績 | 排名     | 賽       | 勝       | 平*      | 負       | 得       | 失       | 差       |
| ---- | -------- | -------- | -------- | -------- | -------- | -------- | -------- | -------- | -------- |
| 1996 | 小組賽   | 5th      | 3        | 1        | 1        | 1        | 6        | 6        | 0        |
| 2000 | 铜牌     | 3rd      | 5        | 4        | 0        | 1        | 8        | 2        | +6       |
| 2004 | 铜牌     | 3rd      | 5        | 4        | 0        | 1        | 14       | 3        | +11      |
| 2008 | 铜牌     | 3rd      | 6        | 4        | 1        | 1        | 7        | 4        | +3       |
| 2012 | 未能晋级 | 未能晋级 | 未能晋级 | 未能晋级 | 未能晋级 | 未能晋级 | 未能晋级 | 未能晋级 | 未能晋级 |
| 2016 | 金牌     | 1st      | 6        | 4        | 1        | 1        | 14       | 6        | +8       |
| 2020 | 未能晋级 | 未能晋级 | 未能晋级 | 未能晋级 | 未能晋级 | 未能晋级 | 未能晋级 | 未能晋级 | 未能晋级 |
| 2024 | 銅牌     | 3rd      | 6        | 3        | 1        | 2        | 9        | 6        | +3       |
| 2028 | 待定     | 待定     | 待定     | 待定     | 待定     | 待定     | 待定     | 待定     | 待定     |
| 2032 | 待定     | 待定     | 待定     | 待定     | 待定     | 待定     | 待定     | 待定     | 待定     |
| 總計 | 1次金牌  | 6/8      | 31       | 20       | 4        | 7        | 58       | 27       | +31      |

### 欧锦赛
德国队未能晋级在1984年和1987年举办的前两届欧洲女子足球锦标赛。自1989年以来，德国队参加了每一届赛事，并创纪录的夺得8次欧洲冠军。从1995年至2013，德国实现六连冠，总体成绩为31胜6平3负。她们在欧锦赛取得的最差成绩为2017年的八強賽。
| 國際足協女子世界盃記錄 | 國際足協女子世界盃記錄 | 國際足協女子世界盃記錄 | 國際足協女子世界盃記錄 | 國際足協女子世界盃記錄 | 國際足協女子世界盃記錄 | 國際足協女子世界盃記錄 | 國際足協女子世界盃記錄 | 國際足協女子世界盃記錄 |      | 外圍賽記錄 | 外圍賽記錄 | 外圍賽記錄 | 外圍賽記錄 | 外圍賽記錄 | 外圍賽記錄 | 外圍賽記錄 |
| 年份                   | 最終成績               | 賽                     | 勝                     | 平*                    | 負                     | 得                     | 失                     | 差                     | 賽   | 勝         | 平*        | 負         | 得         | 失         | 差         |            |
| ---------------------- | ---------------------- | ---------------------- | ---------------------- | ---------------------- | ---------------------- | ---------------------- | ---------------------- | ---------------------- | ---- | ---------- | ---------- | ---------- | ---------- | ---------- | ---------- | ---------- |
| 1984****               | 未能晉級               | 未能晉級               | 未能晉級               | 未能晉級               | 未能晉級               | 未能晉級               | 未能晉級               | 未能晉級               | 6    | 0          | 5          | 1          | 6          | 7          | -1         |            |
| 1987                   | 未能晉級               | 未能晉級               | 未能晉級               | 未能晉級               | 未能晉級               | 未能晉級               | 未能晉級               | 未能晉級               | 6    | 2          | 1          | 3          | 5          | 7          | -2         |            |
| 1989                   | 冠军                   | 2                      | 1                      | 1                      | 0                      | 5                      | 2                      | +3                     | 8    | 5          | 3          | 0          | 21         | 1          | +20        |            |
| 1991                   | 冠军                   | 2                      | 2                      | 0                      | 0                      | 6                      | 1                      | +5                     | 8    | 7          | 1          | 0          | 24         | 2          | +22        |            |
| 1993                   | 殿軍                   | 2                      | 0                      | 1                      | 1                      | 2                      | 4                      | -2                     | 3    | 2          | 1          | 0          | 10         | 0          | +10        |            |
| 1995                   | 冠军                   | 3                      | 3                      | 0                      | 0                      | 14                     | 4                      | +10                    | 8    | 8          | 0          | 0          | 60         | 0          | +60        |            |
| 1997                   | 冠军                   | 5                      | 3                      | 2                      | 0                      | 6                      | 1                      | +5                     | 8    | 6          | 1          | 1          | 22         | 3          | +19        |            |
| 2001                   | 冠军                   | 5                      | 5                      | 0                      | 0                      | 13                     | 1                      | +12                    | 6    | 5          | 1          | 0          | 27         | 5          | +22        |            |
| 2005                   | 冠军                   | 5                      | 5                      | 0                      | 0                      | 15                     | 2                      | +13                    | 8    | 8          | 0          | 0          | 50         | 2          | +48        |            |
| 2009                   | 冠军                   | 6                      | 6                      | 0                      | 0                      | 21                     | 5                      | +16                    | 8    | 8          | 0          | 0          | 34         | 1          | +33        |            |
| 2013                   | 冠军                   | 6                      | 4                      | 1                      | 1                      | 6                      | 1                      | +5                     | 10   | 9          | 1          | 0          | 64         | 3          | +61        |            |
| 2017                   | 八強                   | 4                      | 2                      | 1                      | 1                      | 5                      | 3                      | +2                     | 8    | 8          | 0          | 0          | 35         | 0          | +35        |            |
| 2022                   | 亚军                   | 6                      | 5                      | 0                      | 1                      | 14                     | 3                      | +11                    | 8    | 8          | 0          | 0          | 46         | 1          | +45        |            |
| 2025                   | 準決賽                 | 5                      | 2                      | 1                      | 2                      | 6                      | 7                      | −1                     | 6    | 5          | 0          | 1          | 17         | 8          | +9         |            |
| 2029                   | 待定                   | 待定                   | 待定                   | 待定                   | 待定                   | 待定                   | 待定                   | 待定                   | 待定 | 待定       | 待定       | 待定       | 待定       | 待定       | 待定       |            |
| 总计                   | 12/14                  | 51                     | 38                     | 7                      | 6                      | 113                    | 34                     | +79                    | 101  | 81         | 14         | 6          | 421        | 40         | +381       |            |

*星号表示包含依靠点球大战决胜的比赛。
**黄色背景表示获得赛事冠军。
***红色边框表示在本土举办的赛事。
****缺少国旗表示无主办国，赛事采用主客场两回合淘汰赛制（1995年决赛除外）。

### 歐國聯
| 2023–24 | A    | 6  | 4 | 1 | 1 | 14 | 3 | Same position | 3rd | 2024 | 季軍         | 2            | 1            | 0            | 1            | 2            | 3            |
| 2025    | A    | 6  | 5 | 1 | 0 | 26 | 4 | Same position | 2nd | 2025 | 已晉級決賽圈 | 已晉級決賽圈 | 已晉級決賽圈 | 已晉級決賽圈 | 已晉級決賽圈 | 已晉級決賽圈 | 已晉級決賽圈 |
| 總計    | 總計 | 12 | 9 | 2 | 1 | 40 | 7 |               |     | 總計 | 2/2          | 2            | 1            | 0            | 1            | 3            | 2            |

## 教练
前德国国脚西尔维娅·内德是德国国家女子足球队的现任主教练。作为一名球员，她有过111场国际比赛经验并射入48球。主教练的正式头衔是DFB教练（DFB-Trainer），并且受聘于德国足球协会。

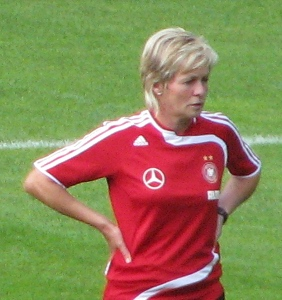
现任主教练西尔维娅·奈德

- 格罗·比桑茨是德国女足的第一任主教练。她于1982年9月组建了自己的首个团队[8]。同时，他还在1971年至2000年间担任德国足协教练员培训班的首席讲师[6]。比桑茨率领德国队在1989年、1991年和1995年夺得了三届欧洲冠军[42]。在他的治下，德国队也于1995年世界杯获得亚军[16]。他在德国队于1996年奥运会第一圈即遭淘汰后辞职[43]。连同他的助手蒂娜·图埃纳，比桑茨自1983年起建立了一套人才发掘系统，并负责新的德国足协青训方案[8]。
- 蒂娜·图埃纳在1996年奥运会结束后接任德国女足主教练。她是首位获得德国足球最高教练执照的女性[18]。图埃纳率队在1997年、2001年和2005年三夺欧洲冠军[42]。在她执教期间，德国队在2000年和2004年奥运会获得铜牌[44]。她的最大成就是在2003年世界杯上夺冠[25]，这也使他成为德国队迄今最为成功的主教练[18]。得益于高效的青训方案，图埃纳将多位19岁以下球员融入了国家队。她在德国队于2005年夺得欧洲冠军后卸任[18]。
- 西尔维娅·内德曾在1996年至2005年间担任德国女足助理教练兼19岁以下国家队主教练，并率后者夺得过2004年U-19世锦赛（英语：2004 FIFA U-19 Women's World Championship）冠军[45]。2005年7月，她成为了成年组国家队主教练，并在2006年的阿尔加夫杯夺得首个赛事冠军[29]。随着2007年世界杯夺冠，内德成为首次参赛便夺得世界杯的第一位（男足及女足）德国国家队主教练[30]。在她于2008年参加的首届奥运会中，德国队第三度获得铜牌。此外，内德还在2009年及2013年率队夺得了德国女足的第七及第八次欧洲冠军。她在国家队的助手为乌尔丽克·巴尔威格（德语：Ulrike Ballweg）[41]。

2015年3月30日，德国足协宣布施特菲·约内斯将自2016年起成为德国队的新任主教练。

### 数据总览
最後更新：2015年6月7日
| 姓名          | 国家队任期 | 赛  | 胜  | 平 | 负 | 胜%   | 成就 |
| ------------- | ---------- | --- | --- | -- | -- | ----- | --- |
| 格罗·比桑茨   | 1982–1996  | 127 | 83  | 17 | 27 | 65.76 | 1984年欧锦赛 － 未晋级 1987年欧锦赛 － 未晋级 1989年欧锦赛 － 冠军 1991年欧锦赛 － 冠军 1991年世界杯 － 第四名 1993年欧锦赛 － 第四名 1995年欧锦赛 － 冠军 1995年世界杯 － 亚军 1996年奥运会 － 第一圈 |
| 蒂娜·图埃纳   | 1996–2005  | 135 | 93  | 18 | 24 | 68.89 | 1997年欧锦赛 － 冠军 1999年世界杯 － 八强 2000年奥运会 － 铜牌 2001年欧锦赛 － 冠军 2003年世界杯 － 冠军 2004年奥运会 － 铜牌 2005年欧锦赛 － 冠军                                                     |
| 西尔维娅·内德 | 2005–当前  | 146 | 110 | 18 | 18 | 75.34 | 2007年世界杯 – 冠军 2008年奥运会 – 铜牌 2009年欧锦赛 – 冠军 2011年世界杯 – 八强 2012年奥运会 – 未晋级 2013年欧锦赛 – 冠军                                                                              |
| 总计          | 总计       | 408 | 286 | 53 | 69 | 70.09 | |

## 赛场
| 城市         | 场次 | 时期       |
| ------------ | ---- | ---------- |
| 奥斯纳布吕克 | 6    | 1989－2011 |
| 乌尔姆       | 5    | 2001－2005 |
| 波鸿         | 3    | 1990－2009 |
| 凯泽斯劳滕   | 3    | 1988－1995 |
| 科布伦茨     | 3    | 1982－2007 |
| 吕登沙伊德   | 3    | 1984－2002 |
| 赖讷         | 3    | 1990－1998 |
| 锡根         | 3    | 1983－2005 |
| 莱茵河畔魏尔 | 3    | 1991－1999 |

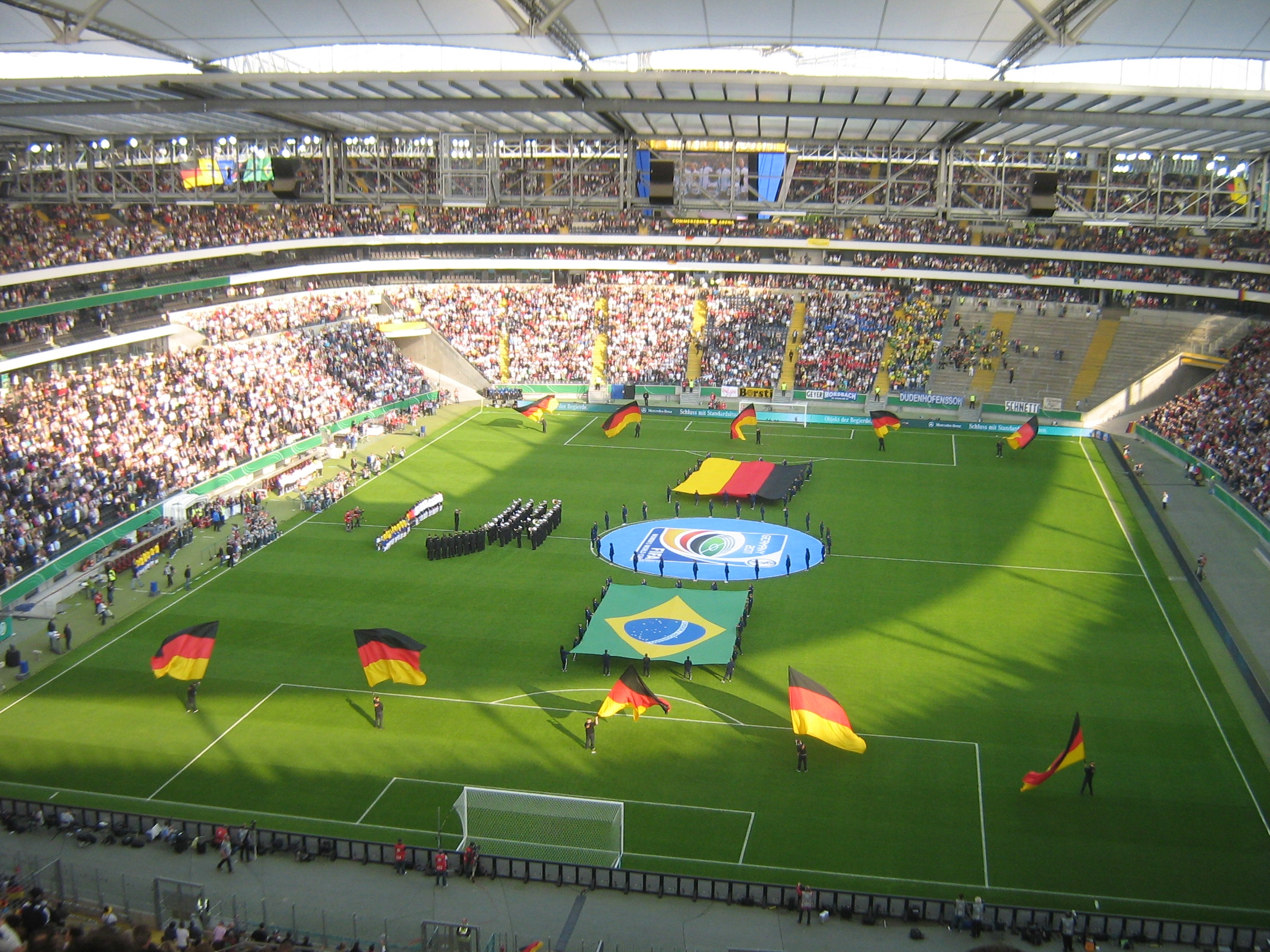
德国在法兰克福对阵巴西的比赛共吸引了44825名观众入场

德国国家足球队不设国家体育场。如同男队一样，德国女足可在遍布全国的各个体育场中进行主场比赛。截至2011年6月，她们已在87个不同的德国城市作赛。举办主场比赛最多的城市是6场的奥斯纳布吕克，其后是乌尔姆（5场），以及波鸿、凯泽斯劳滕、科布伦茨、吕登沙伊德、赖讷、锡根和莱茵河畔魏尔（各3场）。原东德女足的首个主场比赛则是1991年5月在奥厄举行。
在1980年代和1990年代，德国女足的主场比赛大多安排在没有职业足球俱乐部的小镇举行。随着球队日益获得成功，尤其是在2003年世界杯夺冠后，观众数量也有相应的攀升。如今，球队通常会在设有10000至25000个席位的体育场作赛。德国十大城市仅举办过5场女足国际比赛。其中法兰克福和柏林分别有2场，汉堡也有1场。而不来梅、多特蒙德、杜塞尔多夫、埃森、科隆、慕尼黑和斯图加特则从未承办过德国女足的比赛。
在德国以外，女足国家队作赛最多的城市是葡萄牙法鲁（10场）和中国广州（6场），两者分别为年度阿尔加夫杯和四国邀请赛的主办地。此外，她们也在葡萄牙阿尔布费拉（另一个阿尔加夫杯举办地）参加过5场比赛，在美国的明尼阿波利斯参加过4场比赛。
德国女足的最高入场人数记录是在2011年世界杯对阵加拿大的揭幕战中产生，当时共有73680名观众涌入柏林奥林匹克体育场。这场比赛也同时创造了欧洲范围内的女足入场人数新纪录。在德国以外，球队所录得的最高观战人数是在1999年世界杯对阵美国的四分之一决赛，当时共有54642人在兰多佛的杰克·肯特·库克体育场观看了这场比赛。

## 队服

德国参加奥运会的徽章

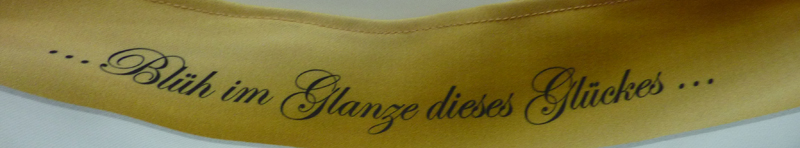
队服领口的国歌诗句

德国国家女子足球队跟随德国男队的传统，主要身穿白色上衣搭配黑色短裤和白色袜子作赛，其中白色和黑色是普鲁士的主色调。现时用于替换的上衣为红黑色，搭配黑色短裤和红色袜子。在过去，德国也曾使用绿色上衣搭配白色短裤和绿色袜子作为客场球衣。
德国女足最初使用与男队相同的队徽：一个异体的德国足协标志配以联邦之鹰，并在顶部标有象征男队在1954年、1974年和1990年世界杯夺冠的冠军星章。而自从她们于2003年首次在女足世界杯夺冠后，球队开始展示自己的冠军星章，最初为一星、自2007年起则有两颗星标示于队徽顶部。由于是世界杯的卫冕冠军，德国女足从2009年至2011年期间也会在她们的上衣展示新创立的“女足世界杯冠军胸章（FIFA Women's World Champions Badge）”，直至2011年世界杯被日本击败。
根据国际奥林匹克委员会的规定，德国不可身穿带有德国足协标志的官方制服参加夏季奥运会比赛。在此情况下，德国足协徽章将被替换为德国国徽。如同所有的德国足协球队，女足国家队的制服是由阿迪达斯提供，后者自1999年以来专门设计有女足球衣。德国女足的主赞助商为德国保险企业安联。

## 接受及普及
在20世纪的大多数时间里，女子足球在德国都是一项小众的体育运动并会令人不悦。当德国足协任命格罗·比桑茨执教新成立的女足国家队时，他起初极不情愿接受这项任命，并担心这会损害他的名誉.。1989年欧锦赛夺冠是球队获得的首个国际性成就，但这几乎没有对她们的受欢迎程度产生持久的影响。作为首夺欧洲冠军的奖励，每位球员都获赠了一套茶具，而这通常被视为当时大男子主义和国内社会对女足国家队缺乏关注的一个例子。在过去的二十年间，德国足协的这种态度已经发生了很大变化，其中前任德国足协主席特奥·茨万齐格便是女子足球的坚定支持者。在2003年女足世界杯夺冠后，德国队每名队员的固定奖金为15000欧元，而当她们在四年后成功实现卫冕时，奖金已经提升至每人50000欧元。2009年，在德国足协的670万会员中有100万为女性。

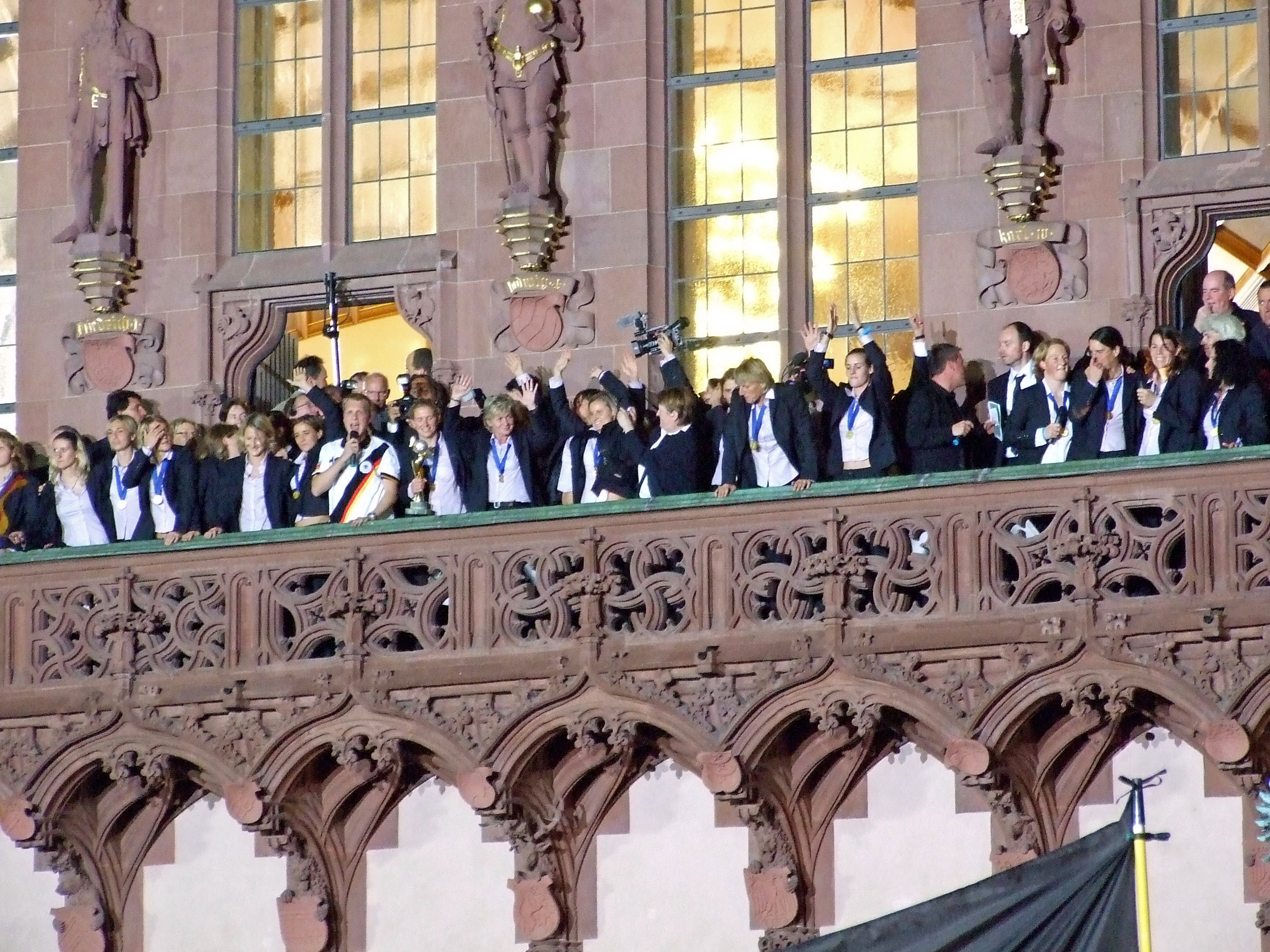
2007年世界杯夺冠后的德国女足在法兰克福市政厅接受球迷欢呼

2003年世界杯夺冠标志着德国国家女子足球队的突破。当时在德国有1048万观众（占33.2%的市场份额）通过电视观看了决赛，随后又有近万名球迷在法兰克福市政厅欢迎德国队回国。同年晚些时候，她们被评为2003年度德国最佳运动队。尼娅·昆泽在决赛射入的制胜金球则被票选为德国的2003年度最佳入球，她也因此成为首位获此殊荣的女性。自2005年以来，几乎所有的女足国家队比赛都有德国电视台进行现场直播。
2007年世界杯决赛共吸引了905万德国电视观众收看（占50.5%的市场份额）。在球队返回德国后，法兰克福有超过2万名球迷夹道欢迎。2007年12月，入选世界杯名单的所有球员都获颁了德国体育届最高级别的银月桂叶勋章。国家队主教练西尔维娅·内德则由德国联邦总统霍斯特·克勒授予联邦十字勋章。
2009年，德国女足的6个主场比赛共录得22753人的场均上座率。在一项针对德国球迷的调查中显示，65%的男性和62%的女性受访者均表示他们对女子足球感兴趣。然而，这种普及主要局限于国际比赛。尽管女子德甲的观众人数自2003年以来已经翻了一番，但2007-08赛季（887人）的平均上座率仍仅为男子德甲（38612人）的百分之三。
如今，女子足球在德国已被社会所广泛接受，尽管其中一个主要的批评观点认为与男子比赛相比，她们仍然缺乏质量。德国国家女子足球队已经与男队进行过数场表演赛，其中最引人注目的是在备战2003年世界杯的测试赛中以0比3不敌斯图加特17岁以下青年队。大多数德国球员均驳斥男子和女子足球之间的质量比较，蕾娜特·林戈尔表示它们“是两种完全不同的运动”。而其他球员，例如西蒙妮·劳德尔、阿里亚娜·兴斯特和梅拉妮·贝林格认为，男子足球的速度更快，但相比起女子比赛也有更多的中断和更野蛮的抢断。琳达·布雷索尼克则声称她通常更喜欢看男足比赛。

## 赛程及赛果

### 2015年世界杯预选赛
| 排名 | 隊伍       | 賽 | 勝 | 和 | 負 | 得 | 失 | 差  | 分 | 獲得資格   |
| ---- | ---------- | -- | -- | -- | -- | -- | -- | --- | -- | ---------- |
| 1    | 德国       | 10 | 10 | 0  | 0  | 62 | 4  | +58 | 30 | 女足世界杯 |
| 2    | 俄羅斯     | 10 | 7  | 1  | 2  | 19 | 18 | +1  | 22 |            |
| 3    | 愛爾蘭     | 10 | 5  | 2  | 3  | 13 | 9  | +4  | 17 |            |
| 4    |            | 10 | 2  | 2  | 6  | 7  | 20 | −13 | 8  |            |
| 5    | 斯洛維尼亞 | 10 | 2  | 0  | 8  | 7  | 34 | −27 | 6  |            |
| 6    | 斯洛伐克   | 10 | 1  | 1  | 8  | 6  | 29 | −23 | 4  |            |

### 赛程
| 2015年3月4日 2015年阿尔加夫杯 | 德国                  | 2–4  | 瑞典                                      | 圣安东尼奥雷阿尔城                                      |
| 17:00                         | 毛罗然 2' · 劳德尔 4' | 报告 | 塞格 30', 71' · 雅各布森 54' · 菲舍尔 84' | 場館： 市立体育场 入場人數： 769 ： 卡丽娜·维图拉诺（） |

| 2015年3月6日 2015年阿尔加夫杯 | 德国                  | 2–0  | 中國 | 圣安东尼奥雷阿尔城                                            |
| 14:00                         | 米塔格 41' · 波普 76' | 报告 |      | 場館： 市立体育场 入場人數： 502 ： 卢西拉·贝内加斯（墨西哥） |

| 2015年3月9日 2015年阿尔加夫杯 | 巴西       | 1–3  | 德国                               | 帕沙尔                                                |
| 18:30                         | 布鲁娜 47' | 报告 | 波普 39' · 萨希奇 49' · 毛罗然 56' | 場館： 美景体育场 入場人數： 769 ： 梅丽莎·博哈斯（） |

| 2015年3月11日 2015年阿尔加夫杯 | 瑞典         | 1–2  | 德国                 | 帕沙尔                                           |
| 12:15                          | 雅各布松 64' | 报告 | 米塔格 3' · 波普 52' | 場館： 美景体育场 入場人數： 813 ： 秦亮（中国） |

| 2015年4月8日 友谊赛 | 德国                                                      | 4–0  | 巴西 | 菲尔特                                                       |
| 18:00               | 萨希奇 26'（） · 劳德尔 35' · 洛伊波尔茨 60' · 毛罗然 86' | 报告 |      | 場館： 劳本路体育场 入場人數： 15,043 ： 丽姆·胡塞恩（德国） |

| 2015年5月27日 友谊赛 | 瑞士              | 1–3  | 德国                         | 巴登                                                              |
| 17:00                | 茨尔诺戈切维奇 2' | 报告 | 劳德尔 59' · 毛罗然 64', 75' | 場館： 伊埃斯皮体育场 入場人數： 4,200 ： 雅娜·阿达姆科娃（捷克） |

| 2015年6月7日 2015年世界杯 | 德国                                                                                           | 10–0 |  | 渥太华                                                                |
| 16:00 EDT (UTC−4)         | 萨希奇 3', 14', 31' · 米塔格 29', 35', 64' · 劳德尔 71' · 戴布里茨 75' · 贝林格 79' · 波普 85' | 报告 |  | 場館： TD花园体育场 入場人數： 20,953 ： 卡罗尔·安娜·齐纳德（加拿大） |

| 2015年6月11日 2015年世界杯 | 德国      | 1–1  | 挪威         | 渥太华                                                              |
| 16:00 EDT (UTC−4)          | 米塔格 6' | 报告 | 姆耶尔德 61' | 場館： TD花园体育场 入場人數： 18,987 ： 特奥多拉·阿尔邦 (罗马尼亚) |

| 2015年6月15日 2015年世界杯 | 泰國 | 0–4  | 德国                                            | 温尼伯                                                          |
| 15:00 CDT (UTC−5)          |      | 报告 | 洛伊波尔茨 24' · 彼得曼 56', 58' · 戴布里茨 73' | 場館： 投资人集团体育场 入場人數： 26,191 ： 格拉迪斯·伦格威 () |

| 2015年6月20日 2015年世界杯 | 德国                                              | 4–1  | 瑞典         | 温尼伯                                                 |
| 16:00 EDT (UTC−4)          | 米塔格 24' · 萨希奇 36'（点球）, 78' · 毛罗然 88' | 报告 | 森布兰特 82' | 場館： 投资人集团体育场 入場人數： 22,486 ： 李香欧 () |

| 2015年6月26日 2015年世界杯 | 德国 | v | 法國 | 蒙特利尔              |
| 16:00 EDT (UTC−4)          |      |   |      | 場館： 奥林匹克体育场 |

## 现役球员
下列名单为获征召参加在加拿大举行的2015年女足世界杯球员。
截至2015年6月7日
主教练：西尔维娅·奈德
| 號碼 | 位置 | 球員姓名                         | 出生日期（年齡） | 出賽 | 入球 | 效力球會     |
| ---- | ---- | -------------------------------- | ---------------- | ---- | ---- | ------------ |
| 12   |      | 阿尔穆特·舒尔特                  | 1991年2月9日     | 26   | 0    | 沃尔夫斯堡   |
| 2    | 后卫 | 比安卡·施密特                    | 1990年1月23日    | 48   | 3    | 法兰克福     |
| 4    | 后卫 | 莱奥妮·迈尔                      | 1992年9月29日    | 26   | 3    | 拜仁慕尼黑   |
| 6    | 中場 | 西蒙妮·劳德尔                    | 1986年7月12日    | 90   | 25   | 拜仁慕尼黑   |
| 7    | 中場 | 梅拉妮·贝林格                    | 1985年11月18日   | 111  | 32   | 拜仁慕尼黑   |
| 8    | 前鋒 | 包丽娜·布雷默                    | 1996年4月10日    | 5    | 0    | 波茨坦涡轮   |
| 9    | 中場 | 列娜·洛岑                        | 1993年9月11日    | 22   | 4    | 拜仁慕尼黑   |
| 10   | 中場 | 珍妮弗·毛罗然                    | 1992年4月18日    | 48   | 25   | 法兰克福     |
| 11   | 前鋒 | 安雅·米塔格                      | 1985年5月16日    | 121  | 36   | 瑞典         |
| 12   | 后卫 | 塔贝阿·克默                      | 1991年12月14日   | 20   | 0    | 波茨坦涡轮   |
| 13   | 中場 | 萨拉·戴布里茨                    | 1995年2月15日    | 23   | 4    | 拜仁慕尼黑   |
| 14   | 后卫 | 巴蓓特·彼得                      | 1988年5月12日    | 89   | 4    | 沃尔夫斯堡   |
| 15   | 后卫 | 叶妮芙·克拉默                    | 1993年2月24日    | 21   | 0    | 波茨坦涡轮   |
| 16   | 中場 | 梅拉妮·洛伊波尔茨Melanie Leupolz | 1994年4月14日    | 35   | 7    | 拜仁慕尼黑   |
| 17   | 后卫 | 约瑟菲娜·亨宁                    | 1989年9月8日     | 25   | 0    | 巴黎聖日耳曼 |
| 18   | 前鋒 | 亚历山德拉·波普                  | 1991年4月6日     | 55   | 28   | 沃尔夫斯堡   |
| 19   | 前鋒 | 莱娜·彼得曼                      | 1994年2月5日     | 3    | 0    | 弗赖堡       |
| 20   | 中場 | 莱娜·格斯林                      | 1986年3月8日     | 73   | 8    | 沃尔夫斯堡   |
| 21   |      | 劳拉·本卡特                      | 1992年10月14日   | 0    | 0    | 弗赖堡       |

## 已退役球員
| 號碼 | 位置 | 球員姓名                    | 出生日期（年齡） | 出賽 | 入球 | 效力球會     |
| ---- | ---- | --------------------------- | ---------------- | ---- | ---- | ------------ |
|      | 前鋒 | 塞莉亚·萨希奇               | 1988年6月27日    | 105  | 60   | 法兰克福     |
|      | 后卫 | 萨斯琪娅·巴图西亚克（隊長） | 1982年9月9日     | 81   | 2    | 法兰克福     |
|      | 中場 | 梅拉妮·贝林格               | 1985年11月18日   | 111  | 32   | 拜仁慕尼黑   |
|      |      | 娜丁·安格勒                 | 1978年11月10日   | 140  | 0    | 波特兰荆棘   |
|      | 后卫 | 安妮克·克拉恩               | 1985年7月1日     | 118  | 5    | 巴黎聖日耳曼 |

## 纪录

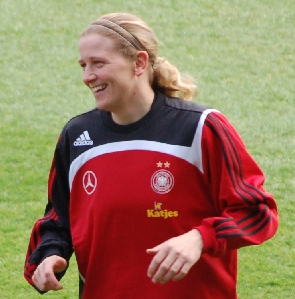
克斯汀·斯特格曼是德国女足出场次数第二多的球员

比吉特·普林茨，作为在2011年世界杯后退役的前国家队队长，她保持着球队的最高出场纪录，在1994年至2011年间共代表德国参加过214场比赛。她也是16位出场纪录达到100场的德国球员之一。克斯汀·斯特格曼位居第二，参加过191场国际比赛。贝蒂娜·威格曼，2003年世界杯夺冠时的德国队队长，则以154场排名第四。普林茨是在2006年11月超越威格曼的纪录成为出场次数最多的球员。而威格曼则是德国国家女子足球队唯一的荣誉队长。
德国队最多入球者的称号也是由比吉特·普林茨所保持。她在1994年7月对阵加拿大的比赛中射入国家队首球，并在职业生涯结束时共射入128球（场均0.60球）。海蒂·摩尔作为历史第二高产的得分手，同时也是入球效率最高的球员，她在104场比赛中共射入83球（场均0.80球）。有两名球员分享了单场比赛入球最多的纪录：康妮·波勒斯在2001年10月对阵葡萄牙的比赛中独中五元，而因卡·格林斯也在2004年5月再度面对葡萄牙时射入5球。西尔维娅·内德作为现任德国队主教练，是第五高产的射手，在111场比赛中有48球进账。
德国队的最大比分胜利发生于2011年11月对阵哈萨克斯坦的欧锦赛预选赛，当时她们以17比0大获全胜。最大比分失利则发生在1996年3月的一场友谊赛，德国队以0比6惨败于美国。
茜尔克·罗滕贝格是出场次数最多的门将，她在所参加的126场比赛中有67次零封对手。现任主力门将娜丁·安格勒则以124场（80场不失球）位居第二。贝蒂娜·威格曼以14个点球入球保持着以此方式入球的最高纪录，紧随其后的蕾娜特·林戈尔则有8个点球进账。蒂娜·文德利希在2008年奥运会对阵挪威的半决赛中射入德国队迄今唯一的乌龙球，而这也是该场比赛的唯一入球。
德国队还拥有多项世界纪录。在2007年，她们成为首支成功卫冕女足世界杯冠军的球队，同时以11比0击败阿根廷的比赛也创造了这项赛事历来的最悬殊比分纪录。德国队还是无论在男足世界杯或女足世界杯中唯一一支以不失球成绩完赛的球队，同时德国也是首个赢得男/女足世界杯的国家。凭借14个入球的成绩，比吉特·普林茨在2007年成为女足世界杯的历史最佳射手；而她和巴西人玛塔也是仅有的曾3次以上当选年度世界最佳球员的女性。
| #  | 姓名                | 国家队生涯 | 出场 | 入球 | 场均入球 |
| -- | ------------------- | ---------- | ---- | ---- | -------- |
| 1  | 比吉特·普林茨       | 1994－2011 | 214  | 128  | 0.60     |
| 2  | 克斯汀·斯特格曼     | 1995－2009 | 191  | 8    | 0.04     |
| 3  | 阿丽亚娜·辛格斯特   | 1996－2011 | 174  | 10   | 0.06     |
| 4  | 贝蒂娜·威格曼       | 1989－2003 | 154  | 51   | 0.33     |
| 5  | 蕾娜特·林戈尔       | 1995－2008 | 149  | 35   | 0.23     |
| 6  | 桑德拉·敏内特       | 1992－2007 | 147  | 16   | 0.11     |
| 7  | 多丽丝·菲申         | 1986－2001 | 144  | 16   | 0.11     |
| 8  | 娜丁·安格勒         | 1996－0    | 140  | 0    | 0        |
| 9  | 桑德拉·斯米塞克     | 1995－2008 | 133  | 34   | 0.26     |
| 10 | 克斯汀·加雷弗雷克斯 | 2001－2011 | 130  | 43   | 0.33     |

| #  | 姓名                | 国家队生涯 | 出场 | 入球 | 场均入球 |
| -- | ------------------- | ---------- | ---- | ---- | -------- |
| 1  | 比吉特·普林茨       | 1994－2011 | 128  | 214  | 0.60     |
| 2  | 海蒂·摩尔           | 1986－1996 | 83   | 104  | 0.80     |
| 3  | 因卡·格林斯         | 1996－2012 | 64   | 96   | 0.67     |
| 3  | 塞莉亚·萨希奇       | 2005－0    | 60   | 105  | 0.57     |
| 4  | 贝蒂娜·威格曼       | 1989－2003 | 51   | 154  | 0.33     |
| 6  | 西尔维娅·内德       | 1982－1996 | 48   | 111  | 0.43     |
| 7  | 克斯汀·加雷弗雷克斯 | 2001－2011 | 43   | 130  | 0.33     |
| 8  | 玛蒂娜·穆勒         | 2001－0    | 37   | 101  | 0.37     |
| 9  | 蕾娜特·林戈尔       | 1995－2008 | 35   | 149  | 0.24     |
| 10 | 桑德拉·斯米塞克     | 1995－2008 | 34   | 133  | 0.26     |

## 冠军
| 成就               | 成就 | 成就               |
| ------------------ | --- | ------------------ |
| 前任： · 1999 美国 | 世界盃冠军 2003（第一次夺冠） 2007（第二次夺冠）                                                                             | 繼任： · 2011 日本 |
| 前任： · 1987 挪威 | 歐錦賽冠军 1989（第一次夺冠） 1991（第二次夺冠）                                                                             | 繼任： · 1993 挪威 |
| 前任： · 1993 挪威 | 歐錦賽冠军 1995（第三次夺冠） 1997（第四次夺冠） 2001（第五次夺冠） 2005（第六次夺冠） 2009（第七次夺冠） 2013（第八次夺冠） | 繼任： · 2017 荷蘭 |

## 外部連結
- 官方网站 （页面存档备份，存于）
- 德国国家女子足球队的X（前Twitter） （页面存档备份，存于） 在 Twitter
- 德国国家女子足球队的Facebook專頁 （页面存档备份，存于） 在 Facebook
- 德国国家女子足球队的Instagram帳戶 （页面存档备份，存于） 在 Instagram
- 国际足联资料 （页面存档备份，存于）